# Excelsior Boxe Marcianise
La società di pugilato italiana Excelsior Boxe viene fondata nel 1977 e ha attualmente sede a Marcianise, in provincia di Caserta.
Nasce come sodalizio di un gruppo di appassionati di pugilato - in massima parte di militari in servizio o in
pensione - che hanno come obbiettivo quello di praticare lo sport della noble art ma, già dal nome, intendono
farlo ai massimi livelli.
Inizialmente la società ha sede in un vecchio garage a Capodrise, città confinante con Marcianise,
semplicemente perché uno dei fondatori ha la disponibilità di tale locale e non vi sono alternative
economicamente vantaggiose.
Con il passare del tempo, il sodalizio inanella numerosi successi. Il più importante è quello di Angelo Musone, medaglia di bronzo alle Olimpiadi di Los Angeles nel 1984.
È un bronzo che dà a Musone una grande notorietà perché il pugile dell'Excelsior viene sconfitto in
semifinale da un americano, Tillman, chiaramente favorito dalla giuria di casa. Un verdetto scandaloso che
diventa un caso internazionale: quella sera, il telegiornale del primo canale Rai ne fa notizia nel servizio
principale d'apertura. La vicenda diventa ancora più clamorosa perché negli Usa si vota e, candidata alla
vicepresidenza per i democratici, è per la prima volta una donna, Geraldine Ferraro, la cui famiglia è originaria
di Marcianise.
Lei interviene a difesa del suo concittadino e la questione assume coloriture anche politiche,
con ricadute interne negli Usa. Inizia la polemica sulla paura americana di riuscire ad aprirsi all'estero: il
caso diventa oggetto di disputa nella campagna elettorale.
Il caso di Musone e i riflessi mediatici dello stesso fanno sì che finalmente viene trovata una sede a
Marcianise all'Excelsior che così mette fine all'esilio a Capodrise. L'amministrazione comunale individua la
palestra di una scuola elementare, dove ancora tuttora la società è allocata. Si tratta di locali non dedicati ma
con una loro funzionalità.
Da quel momento, la Excelsior inanella ulteriori vittorie, fino a diventare la prima società italiana di pugilato.
La società Excelsior Boxe dal 1986 al 2002 è stata la prima società italiana per
titoli (la classifica è legata all'attività svolta, necessariamente ridimensionata dopo il 2002 per mancanza di
fondi).
La società ha organizzato negli anni centinaia di manifestazioni ufficiali ed esibizioni, partecipando a
innumerevoli iniziative in Italia e all'estero. In particolare, ha organizzato soprattutto in Campania: decine di tornei regionali ed interregionali, i campionati italiani assoluti, i campionati italiani junior, dual match con Germania, Irlanda e Scozia e il confronto diretto Italia-Russia.
Attualmente la società è impegnata nella preparazione di diversi pugili in previsione delle prossime Olimpiadi
di Londra del 2012. Per effetto della medaglia d'argento ottenuta a Pechino dal pugile Clemente Russo (categoria pesi massimi), la palestra è attualmente frequentata da numerosi appassionati, provenienti anche da fuori provincia. La società ha una base di circa 150 atleti, tra effettivi ed aspiranti.
Durante e dopo le Olimpiadi di Pechino dell'Excelsior Boxe si sono interessati tutti i più importanti media
nazionali, sia nel settore della carta stampata che in quello radiotelevisivo (tra gli altri, uno speciale di "Sfide"
su Raitre, uno speciale di "La Storia siamo noi" di Rai Educational, una puntata di "Buongiorno Cinque" su
Canale 5, uno speciale de la7, The Victory alla sua nuova edizione). Dell'Excelsior si è interessata con un
lungo reportage in inglese anche Reuter tv - con un servizio poi trasmesso anche dai network americani e da
Skysport in Italia - e l'agenzia stampa Reuter con un articolo pubblicato su grandi giornali americani, tra cui il
New York Times e The Us Daily, e sul giornale britannico Guardian. Durante le Olimpiadi, i maggiori notiziari sportivi italiani si sono interessati dell'Excelsior in servizi nelle edizioni di prima serata.

## Organigramma
- Presidente della società Excelsior è il Dott. Alessandro Tartaglione.
- Tecnico della società è stato il maestro Domenico Brillantino, anch'egli sottufficiale dell'Aeronautica militare in pensione.
- Collaboratore il maestro Antonio Santoliquido
- Collaboratore Enzo Brillantino, figlio di Domenico Brillantino.

## Palmares
L'Attuale palmarès:
- 125 titoli italiani junior e assoluti
- 67 medaglie d'oro in tornei internazionali
- 75 medaglie d'oro in tornei nazionali
- 1 medaglia d'argento e 1 di bronzo alla Olimpiadi
- 1 titolo mondiale
- 1 titolo europeo cadetti
- 2 medaglie d'argento agli europei
- 3 medaglie di bronzo ai campionati europei junior
- 2 medaglie di bronzo alla coppa del mondo
- 2 medaglie di bronzo ai mondiali
- 1 titolo europeo categoria studenti
- 1 medaglia d'oro, 1 d'argento e 1 di bronzo ai Giochi del Mediterraneo